# Evippomma albomarginatum
Evippomma albomarginatum là một loài nhện trong họ Lycosidae.
Loài này thuộc chi Evippomma. Evippomma albomarginatum được Mark Alderweireldt miêu tả năm 1992.